# Vincenzo Dapino
Vincenzo Cesare Dapino (Torino, 28 marzo 1891 – Torino, 11 luglio 1957) è stato un generale italiano, comandante del I Raggruppamento Motorizzato nella battaglia di Montelungo.

## Biografia
Nacque a Torino il 28 marzo 1891, figlio di Paolo e Purma Dapino. Dopo essersi arruolato nel Regio Esercito venne nominato sottotenente del Corpo degli Alpini e il 19 maggio 1912 partì per la Libia in forza al 7º Reggimento alpini, dove si guadagnò una medaglia di bronzo al valore militare. Dal 24 maggio 1915 prese parte alla Grande Guerra in una compagnia di sciatori impegnata sul massiccio dell’Adamello, dove rimase ferito.
Nel 1935 partì per l'Africa Orientale Italiana, dove combatté durante la successiva conquista dell'Etiopia. Rientrato in patria, per un breve periodo, a partire dal 1937, prestò servizio nel 19º Reggimento fanteria, assumendo nel gennaio 1939, con il grado di tenente colonnello, il comando dell'8º Reggimento alpini.
Dopo l'entrata in guerra dell'Italia, avvenuta il 10 giugno 1940, inizialmente prese parte ai combattimenti contro la Francia e poi alla campagna di Grecia, che terminò nel maggio 1941, e in cui fu decorato con una medaglia d'argento al valore militare e con la Croce di Cavaliere dell’Ordine militare di Savoia.
Il 1º luglio 1942 venne promosso generale di brigata e divenne comandante della 58ª Divisione fanteria "Legnano".
Dopo la firma dell'armistizio di Cassibile, avvenuta l'8 settembre 1943, la sua divisione non si arrese ai tedeschi e il 29 settembre dello stesso mese gli fu affidato il comando del I Raggruppamento Motorizzato, costituito a San Pietro Vernotico, che iniziò l'addestramento a Montesarchio, tra grandi difficoltà, sotto il diretto controllo degli anglo-americani. L'armamento proveniva, in gran parte, dai residuati bellici italiani giunti dai vari fronti. Al comando del 1º Raggruppamento Motorizzato il 16 dicembre partecipò alla battaglia di Montelungo, dove le truppe italiane diedero prova di grande valore, al prezzo di dure perdite (40% della fanteria); in vista dei successivo impegno contro Monte Marrone (22 dicembre), fu costretto a chiedere per iscritto al generale Geoffrey Keyes di poter ricevere rinforzi prima di rientrare in azione.
L'11 gennaio 1944 lasciò il comando del raggruppamento al generale Umberto Utili, entrando in servizio presso lo Stato maggiore dell'Esercito per speciale incarico; venne decorato con il titolo di Ufficiale dell’Ordine militare di Savoia. Dopo la fine della guerra lasciò la vita militare e morì nel luglio 1957.

### Riconoscimenti
Il 17 dicembre 1943 il comandante della 5ª Armata americana, generale Mark Wayne Clark, gli inviò un telegramma di congratulazioni riportante il seguente testo:
(Mark Wayne Clark)

### Annotazioni
1. ↑  Prima di lui avevano rifiutato tale incarico i generali Umberto Utili e Giacomo Zanussi.
2. ↑  Questo reparto fu costituito il 27 settembre 1943 a San Pietro Vernotico, in Puglia, con una parte della 58ª Divisione fanteria "Legnano", affiancata dall'11º Reggimento artiglieria "Mantova", dal 51º Battaglione bersaglieri d’Istruzione (reparto formato da Allievi Ufficiali), il 5º Battaglione controcarri, una compagnia mista del Genio ed unità di servizi vari, per una forza complessiva di 5.556 uomini, 707 automezzi, 58 pezzi d’artiglieria, 60 mitragliatrici e 48 mortai.
3. ↑  Si trattava in dettaglio del battaglione paracadutisti "Nembo".

### Fonti
1. 1 2 3 4 5 6 7 8 9 10 11 12 13  Bianchi 2012, p. 71.
2. 1 2  Bianchi 2012, p. 70.
3. ↑  Tedde, Sanna 2012, p. 82.
4. 1 2 3 4 5  Bianchi 2012, p. 72.
5. 1 2  Tedde, Sanna 2012, p. 91.
6. 1 2  Presidenza della Repubblica: dettaglio decorato.
7. ↑  Bollettino Ufficiale 1941, pag. 4461.
8. ↑  Supplemento ordinario alla Gazzetta Ufficiale del Regno d’Italia n.192 del 18 agosto 1928, pag.41.
9. ↑  Gazzetta Ufficiale del Regno d’Italia n.228 del 5 ottobre 1938, pag.7.
10. ↑  Gazzetta Ufficiale del Regno d’Italia n.230 del 2 ottobre 1939, pag.55.